# تيري كاشمان
تيري كاشمان (بالإنجليزية: Terry Cashman)‏ هو منتج أسطوانات ومغني ومغن مؤلف أمريكي، ولد في 5 يوليو 1941 في نيويورك في الولايات المتحدة.

## وصلات خارجية
- تيري كاشمان على موقع IMDb (الإنجليزية)
- تيري كاشمان على موقع ميوزك برينز (الإنجليزية)
- تيري كاشمان على موقع ديسكوغز (الإنجليزية)